# جدول‌های موسیقی لهستان
جدول‌های موسیقی لهستان یک جدول موسیقی است که توسط جامعه لهستانی صنعت صدانگاری (لهستانی: Związek Producentów Audio-Video; ZPAV) ارائه می‌شود.

## جدول‌های آلبوم
در دهه‌های ۱۹۷۰ و ۱۹۸۰، ماهنامهٔ موسیقی لهستانی نان استاپ فهرستی از پرفروش‌ترین آلبوم‌های لهستان تا پایان سال را منتشر می‌کرد. در اواسط دههٔ ۱۹۹۰، دو فهرست فروش ماهانه نیز راه‌اندازی شد و در مجلات موسیقی منتشر شد. اولین جدول، فهرست ۵۰ آهنگ برتر بود که توسط انجمن لهستانی صنعت صدانگاری گردآوری شد و به‌جای فروش، بر اساس میزان توزیع تهیه شده بود و انتشار آن تا امروز نیز ادامه داشته‌است. فهرست دیگر، فهرستی از ۱۰۰ آهنگ برتر بود که با نام Gorąca Setka (انگلیسی: Hot 100) به‌صورت ماهانه در مجلهٔ Gazeta Muzyczna به چاپ می‌رسید. این جدول از ارقام فروش واقعی گزارش‌شده از سوی بیش از ۱۳۰ فروشگاه موسیقی در سرتاسر لهستان گردآوری می‌شد و شامل آلبوم‌ها و نیز تک‌آهنگ‌ها می‌شد.
آرتور اورزک، روزنامه‌نگار، از پاییز ۱۹۹۴ تا سپتامبر ۱۹۹۷ فهرست ۲۰ آلبوم برتر را در رادیو بیس معرفی می‌کرد. تعداد جایگاه‌های این فهرست بعداً به ۲۵، و سپس به ۳۰ جایگاه افزایش یافت. این جدول نیز بر اساس داده‌های فروش واقعی به‌دست‌آمده از حدود ۱۵۰ فروشگاه موسیقی تهیه می‌شد و شامل جمله آلبوم‌ها و همچنین تک‌آهنگ‌ها بود.